# ゴフ・ホイットラム
エドワード・ゴフ・ホイットラム（Edward Gough Whitlam、1916年7月11日 ‐ 2014年10月21日）は、オーストラリアの政治家、第21代首相、労働党。憲法に基づき、オーストラリア総督によって罷免された首相としても知られる。
ゴフ・ウィットラム表記での報道も見られる（訃報に際して多くのメディアが用いた）。

## ホイットラム政権
1972年、23年間にわたる自由党保守政権に替わり、ホイットラム労働党革新政権が発足した。ホイットラムは外務大臣を兼任した。
在職中の主な政策としては、ベトナム戦争からの撤退、中華人民共和国との国交樹立、徴兵制の廃止、アパルトヘイトを採る南アフリカとローデシアに対する国連制裁の支持、死刑の廃止、大学授業料の廃止、法律扶助制度の導入、下水道普及プログラム、国民皆健康保険の導入、パプアニューギニアの独立承認などが挙げられる。カーネーション革命後のポルトガル領ティモールの将来についてはインドネシアを支持した。
しかしホイットラム政権の3年間、労働党は上院では過半数を取れなかった。これは自由党との激しい衝突の原因になった。1974年12月のイタリア訪問中にサイクロン「トレーシー」がノーザンテリトリーを襲うと、ホイットラムは急遽帰国したにもかかわらず野党の非難を浴びた。1973年3月にはライオネル・マーフィー検事総長（オーストラリアでは内閣の一員でもある）の独断による保安情報機構への無令状捜査（マーフィー襲撃）が発覚。1974年3月のヴィンス・ゲイル元クイーンズランド州首相の駐アイルランド大使任命を巡る紛糾（ゲイル問題）は連邦議会の解散に発展した。この総選挙では労働党は下院ではわずかながら過半数を割り、上院はまたしても自由党多数を覆せなかった。国民皆保険やACT・ノーザンテリトリーへの上院議員割当などの重要法案を通すため、8月には憲政史上初の両院合同会議が招集された。
1975年に入ると、ジム・ケアンズ副首相兼財務相が女性問題で更迭され（6月）、レックス・コナー鉱物・エネルギー相がパキスタンの銀行家への不正融資で辞任に追い込まれた（10月）。野党自由党の新党首マルコム・フレーザーは激しい政府攻撃を展開。上院での予算案通過を阻止することに成功した。
ジョン・カー連邦総督はホイットラムとフレーザーとの間で調整に動いたが、両者の妥協は得られなかった。11月11日午後1時、カーは総督公邸にホイットラムを呼び罷免を通告。極秘裏に別室に待機させていたフレーザーに組閣の大命を下した。午後2時34分、フレーザーは下院で首相就任と選挙管理内閣の組織を宣言し、議会解散を予告した。下院多数派である労働党は直ちに不信任動議を提出し可決された。下院議長ゴードン・スコールズはカーにウィットラムを復職させるよう要請したが無視された。12月13日、カーは秘書官を通じて両院の解散を宣言した。ホイットラムは「総督を救うものは何もない」とカーを糾弾し、労働党への支援を呼びかける演説を国会議事堂玄関で行った。総選挙は上下両院とも自由党を中心とする保守連合が勝利し、オーストラリアは以後8年に及ぶフレーザー内閣の時代を迎える。首相罷免後もホイットラムは1977年12月まで労働党党首を務めた。
連邦総督による連邦首相の罷免は憲法の規定に従ったものであるが、カーの行動は総督が従うべきと考えられていた憲法的慣習にそぐわない行為であったため、物議を醸した。この首相罷免に至る一連の出来事は、オーストラリアでは "constitutional crisis”(憲法危機) と呼ばれる。
なお、首相在任中の1973年に日本を訪問した際、日本とオーストラリアとの基本的枠組みを定める「奈良条約」締結を提案（NARA Treaty という通称には、Nippon-Australia Relations Agreement の意がある）。フレーザー内閣の手で1976年に締結された日豪友好協力基本条約として結実することになった。

## 略史
- 1916年7月11日、ビクトリア州、メルボルン近郊キューで誕生。
- シドニー大学法学部で学ぶ。
- 第二次世界大戦時、オーストラリア空軍第13飛行隊に参加。
- 戦後、大学を卒業しNSW 法廷弁護士になる。
- 1942年、Margaret Dovey と結婚、息子3人、娘1人を授かる。
- 1945年、労働党入党。
- 1960−67年、労働党副党首を務める。
- 1967−1977年、労働党党首を務める。
- 1972年、オーストラリア財務大臣及びオーストラリア首相を務める。
- 1975年、ジョン・カー総督によって罷免される。ホイットラムは辞任。フレーザー選挙管理内閣に政権を委譲する。
- ボブ・ホークにより、ユネスコ オーストラリア大使に任命・着任。

## 晩年の動向
90代を迎えた後も、マスコミへのコメント、執筆、寄付・寄贈などの活動を行っていた。シドニー大学、ウロンゴン大学、ラトローブ大学、シドニー工科大学から名誉博士号を授与されている。2006年には旭日大綬章を受章。
2014年、シドニーにて死去。98歳没。